# ميروسلاف ستيفانوفيتش
ميروسلاف ستيفانوفيتش (بالبوسنوية: Miroslav Stevanović) هو لاعب كرة قدم بوسني في مركز نصف الجناح، ولد في 29 يوليو 1990 في زفورنيك في البوسنة والهرسك. شارك مع منتخب البوسنة والهرسك تحت 17 سنة لكرة القدم ومنتخب البوسنة والهرسك تحت 19 سنة لكرة القدم ومنتخب البوسنة والهرسك تحت 21 سنة لكرة القدم ومنتخب البوسنة والهرسك لكرة القدم. أما مع النوادي، فقد لعب مع إيرغوتيليس وجيلييزنيتشار ساراييفو وديبورتيفو ألافيس وغيور تورنا أوزتالي ونادي إشبيلية ونادي إلتشي ونادي بوراتس بانيا لوكا ونادي فويفودينا.

## وصلات خارجية
- ميروسلاف ستيفانوفيتش على موقع الاتحاد الدولي (مؤرشف)  (الإنجليزية)
- ميروسلاف ستيفانوفيتش على موقع الاتحاد الأوربي (الإنجليزية)
- ميروسلاف ستيفانوفيتش على موقع قاعدة بيانات كرة القدم.إي يو (الإنجليزية)
- ميروسلاف ستيفانوفيتش على موقع بيانات كرة القدم. دي إي (الألمانية)
- ميروسلاف ستيفانوفيتش على موقع ناشيونال فوتبول تيمز (الإنجليزية)
- ميروسلاف ستيفانوفيتش على موقع Soccerway.com (الإنجليزية)
- ميروسلاف ستيفانوفيتش على موقع عالم كرة القدم.نت (الإنجليزية)
- ميروسلاف ستيفانوفيتش على موقع AS.com (الإسبانية)